# Линколнија (Вирџинија)
Линколнија (енгл. Lincolnia) насељено је место без административног статуса у америчкој савезној држави Вирџинија.

## Демографија
По попису из 2010. године број становника је 22.855, што је 7.067 (44,8%) становника више него 2000. године.
| Група             | 2000.         | 2010.         |
| Белци             | 6.060 (38,4%) | 7.979 (34,9%) |
| Афроамериканци    | 2.971 (18,8%) | 4.761 (20,8%) |
| Азијати           | 2.369 (15,0%) | 3.492 (15,3%) |
| Хиспаноамериканци | 3.532 (22,4%) | 6.014 (26,3%) |
| Укупно            | 15.788        | 22.855        |